# Більки
Більки — колишнє село, входило до складу Іркліївського району Черкаської області. Зникло у зв'язку із затопленням водами Кременчуцького водосховища у 1959-60-х роках.

## Історія
За Гетьманщини Більки, як слобода, було у складі Іркліївської сотні Переяславського полку.
Селище є на мапі 1787 року.
Зі скасуванням сотенного устрою Більки перейшли до Золотоніського повіту Київського намісництва.
Було приписане до Мутихи у державному архіві Черкаської області є церковні документи за 1855-1916 роки
За часів радянського голодомору у селі загинуло щонайменше 37 людей.
У зв'язку зі створенням Кременчуцького водосховища у 1959-60-х роках, село Старе потрапило до переліку тих, що мали бути затоплені і відповідно зняті з обліку.
Багато більківчан оселились у селі Ленінське (нині Степове), що було зведено для мешканців тутешніх затоплених сіл.

## Відомі уродженці
- Кудь Мусій Васильович — голова колгоспу імені XVIII партз'їзду села Мутихи Іркліївського району Полтавської області (тепер Чорнобаївського району Черкаської області). Депутат Верховної Ради СРСР 2—3-го скликань.